# Магнолія (Техас)
Магнолія (англ. Magnolia) — місто (англ. city) в США, в окрузі Монтгомері штату Техас. Населення — 2359 осіб (2020).

## Географія
Магнолія розташована за координатами 30°12′29″ пн. ш. 95°44′41″ зх. д. / 30.20806° пн. ш. 95.74472° зх. д. (30.208059, -95.744646).  За даними Бюро перепису населення США в 2010 році місто мало площу 7,36 км², з яких 7,34 км² — суходіл та 0,03 км² — водойми.

### Клімат
| Клімат : Магнолія                                                  | Клімат : Магнолія | Клімат : Магнолія | Клімат : Магнолія | Клімат : Магнолія | Клімат : Магнолія | Клімат : Магнолія | Клімат : Магнолія | Клімат : Магнолія | Клімат : Магнолія | Клімат : Магнолія | Клімат : Магнолія | Клімат : Магнолія | Клімат : Магнолія |
| Показник                                                           | Січ.              | Лют.              | Бер.              | Квіт.             | Трав.             | Черв.             | Лип.              | Серп.             | Вер.              | Жовт.             | Лист.             | Груд.             | Рік               |
| Абсолютний максимум, °C                                            | 28,9              | 32,8              | 35,6              | 35,0              | 37,2              | 41,7              | 40,6              | 42,8              | 42,8              | 37,2              | 31,7              | 29,4              | 42,8              |
| Середній максимум, °C                                              | 16,4              | 18,7              | 22,3              | 25,9              | 29,8              | 32,4              | 33,9              | 34,3              | 31,8              | 28,1              | 22,1              | 18,1              | 26,2              |
| Середня температура, °C                                            | 10,8              | 12,8              | 16,0              | 19,9              | 24,3              | 27,1              | 27,8              | 28,1              | 25,6              | 21,2              | 15,6              | 11,6              | 20,1              |
| Середній мінімум, °C                                               | 5,2               | 7,1               | 9,7               | 13,9              | 18,8              | 21,8              | 21,8              | 21,9              | 19,3              | 14,2              | 9,1               | 5,1               | 14,0              |
| Абсолютний мінімум, °C                                             | −15               | −14,4             | −6,1              | −0,6              | 5,6               | 11,1              | 16,7              | 12,2              | 7,2               | −1,7              | −7,2              | −13,9             | −15               |
| Норма опадів, мм                                                   | 90                | 77                | 91                | 86                | 121               | 133               | 98                | 119               | 116               | 135               | 120               | 97                | 1282              |
| Днів з опадами                                                     | 9                 | 8                 | 9                 | 7                 | 8                 | 10                | 10                | 8                 | 8                 | 8                 | 8                 | 10                | 101               |
| ------------------------------------------------------------------ | ----------------- | ----------------- | ----------------- | ----------------- | ----------------- | ----------------- | ----------------- | ----------------- | ----------------- | ----------------- | ----------------- | ----------------- | ----------------- |
| Джерело: NOAA (precipitation days 2000-2017 at Bush International) |                   |                   |                   |                   |                   |                   |                   |                   |                   |                   |                   |                   |                   |

## Демографія
Згідно з переписом 2010 року, у місті мешкали 1393 особи в 529 домогосподарствах у складі 365 родин. Густота населення становила 189 осіб/км².  Було 593 помешкання (81/км²).
Расовий склад населення:
| - 81,3 % — білих - 10,3 % — чорних або афроамериканців - 0,8 % — азіатів - 0,5 % — корінних американців - 5,7 % — осіб інших рас |

До двох чи більше рас належало 1,3 %. Частка іспаномовних становила 11,7 % від усіх жителів.
За віковим діапазоном населення розподілялося таким чином: 26,1 % — особи молодші 18 років, 60,3 % — особи у віці 18—64 років, 13,6 % — особи у віці 65 років та старші. Медіана віку мешканця становила 37,8 року. На 100 осіб жіночої статі у місті припадало 91,1 чоловіків;  на 100 жінок у віці від 18 років та старших — 86,3 чоловіків також старших 18 років.
Середній дохід на одне домашнє господарство  становив 68 041 долар США (медіана — 43 594), а середній дохід на одну сім'ю — 76 739 доларів (медіана — 61 250). Медіана доходів становила 31 648 доларів для чоловіків та 22 372 долари для жінок. За межею бідності перебувало 15,9 % осіб, у тому числі 28,5 % дітей у віці до 18 років та 3,9 % осіб у віці 65 років та старших.
Цивільне працевлаштоване населення становило 825 осіб. Основні галузі зайнятості: будівництво — 21,5 %, освіта, охорона здоров'я та соціальна допомога — 13,8 %, мистецтво, розваги та відпочинок — 12,4 %.